# Doors (film, 2021)
Pour plus de détails, voir Fiche technique et Distribution.
Doors est un film de science-fiction américain réalisé par Saman Kesh et Jeff Desom, sorti en 2021.

## Fiche technique
Sauf indication contraire, les informations mentionnées dans cette section peuvent être confirmées par la base de données cinématographiques IMDb,  présente dans la section « Liens externes ».
- Titre original : Doors
- Réalisation : Saman Kesh et Jeff Desom
- Pays d'origine :  États-Unis
- Langue originale : anglais
- Format : couleur
- Genre : science-fiction
- Durée : 81 minutes
- Date de sortie :
  - États-Unis : 23 mars 2021[1]

## Distribution
- Kathy Khanh : Ash[2]
- Julianne Collins : Liz
- Rory Anne Dahl : Rory
- Christopher Black : Mr Johnson
- Tracy Rosenblum